# Onthophagus yourula
Onthophagus yourula es una especie de insecto del género Onthophagus, familia Scarabaeidae, orden Coleoptera.
Fue descrita científicamente por Storey & Weir en 1990.